# Israelaphis carmini
Israelaphis carmini är en insektsart som beskrevs av Essig 1953. Israelaphis carmini ingår i släktet Israelaphis och familjen långrörsbladlöss. Inga underarter finns listade i Catalogue of Life.